# هيرناندو فرانكو
هيرناندو فرانكو (بالإسبانية: Hernando Franco)‏ هو ملحن إسباني ومكسيكي، ولد في 1532 في بطليوس في إسبانيا، وتوفي في 28 نوفمبر 1585 في مدينة مكسيكو في المكسيك.

## وصلات خارجية
- هيرناندو فرانكو على موقع الموسوعة البريطانية (الإنجليزية)
- هيرناندو فرانكو على موقع ميوزك برينز (الإنجليزية)
- هيرناندو فرانكو على موقع ميوزك برينز (الإنجليزية)
- هيرناندو فرانكو على موقع ديسكوغز (الإنجليزية)